# «Розовый» период Пикассо

Акробат и молодой Арлекин, Пикассо, 1905 год

«Розовый» период Пикассо представляет собой важнейший этап в жизни и творчестве испанского художника Пабло Пикассо, оказавший, кроме того, огромное влияние на развитие современного искусства. Он начался в 1904 году, когда Пикассо, как и многие богемные писатели и поэты того времени, проживал на Монмартре в общежитии Бато-Лавуар. За «голубым» периодом Пикассо, запечатлевшим в строгих оттенках мрачного голубого темы нищеты, одиночества и отчаяния, «розовый» период представил более приятные темы: клоунов, арлекинов и карнавальных артистов. На нём присутствуют яркие, жизнерадостные краски: оттенки красного, оранжевого, розового и земельного.
Основанный в большей степени на интуиции, нежели конкретном наблюдении, «Розовый» период Пикассо был отмечен началом стилистических экспериментов художника с примитивизмом, вдохновлённых иберийской скульптурой доримских времён, искусствами Океании и Африки. В конечном счёте он привёл к «Африканскому» периоду Пикассо в 1907 году, апогей которого был достигнут прото-кубистической работой «Авиньонские девицы», признанной шедевром. 